# تپیانوو
تپیانوو (به لاتین: Tepyanovo) یک منطقهٔ مسکونی در روسیه است که در باشقیرستان واقع شده‌است.